# Оксид-бромид висмута
Оксид-бромид висмута — неорганическое соединение металла висмута с формулой BiOBr, бесцветные кристаллы, не растворимые в воде.

## Получение
- Кипячение суспензии оксида висмута(III) в растворе бромистого водорода:

{\displaystyle {\mathsf {Bi_{2}O_{3}+2HBr\ {\xrightarrow {T}}\ 2BiOBr\downarrow +H_{2}O}}}

## Физические свойства
Оксид-бромид висмута образует бесцветные кристаллы тетрагональной сингонии, пространственная группа P 4/nmm, параметры ячейки a = 0,3923 нм, c = 0,8092 нм, Z = 2.
Не растворим в воде.

## Химические свойства
- Разлагается при нагревании:

{\displaystyle {\mathsf {3BiOBr\ {\xrightarrow {T}}\ Bi_{2}O_{3}+BiBr_{3}}}}
- Реагирует с кислотами:

{\displaystyle {\mathsf {2BiOBr+3H_{2}SO_{4}\ {\xrightarrow {T}}\ Bi_{2}(SO_{4})_{3}+2HBr+2H_{2}O}}}
- Реагирует с щелочами:

{\displaystyle {\mathsf {2BiOBr+2NaOH\ {\xrightarrow {}}\ Bi_{2}O_{3}+2NaBr+H_{2}O}}}

## Применение
- Антисептик в ветеринарии.